# John Eriksson
John Eriksson est un musicien suédois né le 8 janvier 1974 à Piteå. Il est le batteur et percussionniste du trio Peter Bjorn and John depuis 1999.